# Gewinnmaximierung
Gewinnmaximierung (auch Profitmaximierung) ist in der Wirtschaftswissenschaft ein Unternehmensziel, bei welchem das Maximum des Gewinns erreicht werden soll. Pendant ist die Nutzenmaximierung des Nachfragers.

## Allgemeines
In Marktwirtschaften streben Unternehmer meist das Ziel der Gewinnmaximierung an, doch anstelle dieser können auch Kostendeckung oder Renditemaximierung als Ziele dienen. Für die traditionelle Betriebswirtschaftslehre ist das Prinzip langfristiger Gewinnmaximierung das oberste Formalziel, an dem unternehmerische Entscheidungen ausgerichtet werden. Dagegen strebt die verhaltenswissenschaftliche Betriebswirtschaftslehre – im Rahmen des Stakeholder-Ansatzes – nach Maximierung des Gemeinwohls.
Die Gewinnmaximierungshypothese gehört neben dem ausschließlich rational agierenden Homo oeconomicus und dem vollkommenen Markt zu den wichtigsten Prämissen bei theoretischen Modellen.

## Berechnung im Rahmen der Mikroökonomik
Eine besonders einfach zu handhabende Version einer Gewinnfunktion stellt den Gewinn als Funktion der Ausbringungsmenge {\displaystyle x} eines bestimmten Gutes dar, also als
{\displaystyle G(x)=E(x)-K(x),\quad x\geq 0}.
Dabei beschreibt die Erlösfunktion {\displaystyle E(x)} den Erlös und die Kostenfunktion {\displaystyle K(x)} die Kosten, jeweils in Abhängigkeit von der Ausbringungsmenge {\displaystyle x}.
Das Gewinnmaximum liegt dort, wo der (positive) Unterschied zwischen Erlös und Kosten am größten ist. Ist {\displaystyle G(x)} differenzierbar, so lässt sich das Gewinnmaximum mithilfe der Differentialrechnung ermitteln: Die notwendige Bedingung für ein Maximum an einer Stelle {\displaystyle x_{0}} lautet, dass der Grenzgewinn dort null beträgt, also dass
{\displaystyle G'(x_{0})=0}  bzw.  {\displaystyle E'(x_{0})=K'(x_{0})}.
Das Ergebnis „Grenzerlös gleich Grenzkosten“ {\displaystyle (E'(x_{0})=K'(x_{0}))} lässt sich ökonomisch interpretieren: Solange der Grenzerlös größer ist als die Grenzkosten, lohnt es sich, zusätzliche Einheiten zu verkaufen, weil der damit erzielte Mehrerlös die dafür anfallenden Mehrkosten überwöge. Wenn umgekehrt die Grenzkosten den Grenzerlös überstiegen, könnte man den Gewinn durch Verringerung der Produktion um eine (marginale) Einheit erhöhen, weil die damit erzielte Kostenersparnis den damit bewirkten Erlösrückgang überkompensieren würde. Folglich müssen im Gewinnmaximum die Grenzkosten den Grenzerlösen entsprechen.
Ist {\displaystyle G(x)} zweimal differenzierbar, so lautet eine hinreichende Bedingung für ein Maximum an einer Stelle {\displaystyle x_{0}}, dass die zweite Ableitung der Gewinnfunktion dort negativ ist:
{\displaystyle G''(x_{0})=0}.
Die Gewinnmaximierungsbedingung {\displaystyle E'(x)=K'(x)} muss in jeder Marktform erfüllt sein. Die Kostenfunktion {\displaystyle K(x)} hängt im Wesentlichen von der Produktionstechnologie und den Faktorpreisen ab. Die Form der Erlösfunktion und damit auch der Grenzerlösfunktion hängt jedoch wesentlich von der betrachteten Marktform ab, so dass eine weiterführende Analyse nur unter Beachtung der Marktform möglich ist, in der das Unternehmen agiert.

## Gewinnmaximierung bei einem Monopol
Charakteristisch für diese Situation ist, dass es eine Preis-Absatz-Funktion gibt, die beschreibt, welches Absatzvolumen eines Produktes zu einem bestimmten Preis abgesetzt werden kann. Man kann im Allgemeinen davon ausgehen, dass bei sinkenden Preisen eine größere Menge des Produktes abgesetzt werden kann.
Diesen Zusammenhang berücksichtigt der gewinnmaximierende Monopolist und wählt dann für sein Produkt denjenigen Preis, der zu einem maximalen Gewinn führt. Der Preis ist also nicht, wie bei einem Markt mit vollkommener Konkurrenz, an dem die Unternehmen als Preisnehmer bzw. Mengenanpasser auftreten, als Datenparameter gegeben, sondern wird vom Monopolisten als Aktionsparameter festgesetzt.
Der Punkt auf der Preis-Absatz-Funktion, bei dem ein Monopolist den maximalen Gewinn erzielt, wird Cournotscher Punkt genannt. Er besteht aus der gewinnmaximalen Menge und dem gewinnmaximalen Preis.

### Beispiel

Veranschaulichung des Beispiels: Das Gewinnmaximum befindet sich an der Stelle. Dort ist der Abstand zwischen der Erlösfunktion und der Kostenfunktion am größten.

Veranschaulichung des Beispiels: In der Maximalstelle der Gewinnfunktion stimmen Grenzerlös und Grenzkosten überein.

Gegeben sind die Preis-Absatz-Funktion eines Monopolisten
{\displaystyle p(x)=150-{\frac {x}{20}}}
sowie die lineare Kostenfunktion
{\displaystyle K(x)=20000+30x}.
Aus der Preis-Absatz-Funktion erhält man die Erlösfunktion
{\displaystyle {\begin{aligned}E(x)&=p(x)\cdot x\\&=\left(150-{\frac {x}{20}}\right)\cdot x\\&=150x-{\frac {x^{2}}{20}}.\end{aligned}}}
Die Gewinnfunktion berechnet sich dann als
{\displaystyle {\begin{aligned}G(x)&=\left(150x-{\frac {x^{2}}{20}}\right)-(20000+30x)\\&=-{\frac {x^{2}}{20}}+120x-20000.\end{aligned}}}
Die notwendige Bedingung für ein lokales Maximum lautet {\displaystyle G'(x_{0})=0}, also
{\displaystyle 120-{\frac {x_{0}}{10}}=0}.
Diese Gleichung hat die einzige Lösung {\displaystyle x_{0}=1200}.
Alternativ erhält man die kritische Stelle über den Ansatz „Grenzerlös = Grenzkosten“:
{\displaystyle 150-{\frac {x_{0}}{10}}=30}.
Setzt man {\displaystyle x_{0}=1200} in die zweite Ableitung ein, so erhält man
{\displaystyle G''(x_{0})=-{\frac {1}{10}}<0}.
Die hinreichende Bedingung {\displaystyle G''(x)<0} für ein lokales Maximum ist somit im Punkt {\displaystyle x_{0}=1200} erfüllt, d. h. die Gewinnfunktion hat dort ein Maximum. Über die Preis-Absatz-Funktion ergibt sich der gewinnmaximale Preis als {\displaystyle p_{0}=90}.

## Gewinnmaximierung im Marktgleichgewicht
Für ein Unternehmen in einem Markt mit vollständiger Konkurrenz und im Marktgleichgewicht stellt sich die Maximierung des Gewinns ganz anders dar als bei einem Monopolisten: bei vollkommener Konkurrenz ist der Gewinn im Gleichgewicht gleich Null. Hier besteht das für ein Unternehmen erreichbare Maximum darin, dass es keine Verluste erzielt.
Das erscheint auf den ersten Blick nicht sinnvoll zu sein, da man annimmt, dass kein Unternehmer in einen Markt eintritt, ohne dort Gewinn erzielen zu können. Er will für seine Arbeit im Unternehmen (Planung, Organisation etc.) und für das Risiko, das er eingeht, belohnt werden.
Auch auf einem Markt mit vollständiger Konkurrenz, wie er z. B. von Arrow & Debreu behandelt wird, taucht der Unternehmer auf, allerdings als normaler Konsument, der einerseits seine Arbeitskraft zur Verfügung stellt und andererseits dafür das vom Markt für ihn bestimmte höchst-präferierte Güterbündel erhält, genau so wie jeder andere Marktteilnehmer auch.
Der Unternehmer erhält also ein virtuelles Gehalt für seine Arbeit. Ein Risiko besteht für ihn an diesem Markt nicht, er steht nur mit seiner Arbeitskraft ein. Für Gebäude, Maschinen etc. hat er Kapital aufgenommen, für das er Zinsen zu zahlen hat, die ganz normal in seiner Kostenrechnung auftauchen und vom Markt berücksichtigt werden.
Eine hypothetische Frage lautet, wie es an einem Markt mit vollständiger Konkurrenz dazu kommt, dass Unternehmen keine Gewinne erzielen. Dazu muss man sich noch einmal vor Augen führen, dass es an einem Markt mit vollständiger Konkurrenz theoretisch viele Anbieter für das gleiche Produkt (homogenes Polypol) gibt und dass alle relevanten Informationen jedem bekannt sind. Daraus folgt zunächst, dass kein Konsument einen höheren Preis als den niedrigsten Preis akzeptieren würde.
Würde ein Unternehmen z. B. durch Einsatz einer Innovation günstiger produzieren können (Pioniergewinn), würden die anderen Anbieter auch auf dieses Produktionsverfahren umstellen, womit wieder gleiche Bedingungen hergestellt wären und alle Hersteller zum gleichen Preis ohne Gewinn anbieten müssten. Das ist der optimale Preis, der vom Markt 'gefunden' wird und den jeder Unternehmer bekommt – nicht mehr und nicht weniger. Vollständige Konkurrenz existiert in der Realität aber nirgends; sie ist ein theoretisches Konstrukt.

## Rezeption
Das Gewinnstreben spielt im Wirtschaftsleben eine unbestreitbar wichtige Rolle. Die allgemeine Behauptung, dass der Unternehmer seinen Gewinn langfristig maximieren wolle, wird aber kritisch gesehen. Denn die im Rahmen des vollkommenen Wettbewerbs verfolgte Zielvorstellung der Gewinnmaximierung ist unrealistisch. Da in der unternehmerischen Realität sowohl risikobehaftete als auch unvollkommene Informationen vorliegen, kann ein „objektives Maximum“ nicht erreicht werden. Selbst ein „subjektives“ oder „absolutes Maximum“ ist angesichts faktischer, rechtlicher oder normativer Restriktionen, die unternehmerische Handlungsspielräume einengen, nicht möglich. Ein Unternehmensziel der Gewinnmaximierung ist deshalb nur unter Berücksichtigung von Nebenbedingungen (Restriktionen) sinnvoll. Dabei ist eine einzige Zielvariable zu maximieren, während die anderen als Nebenbedingungen in Form von Ungleichungen erscheinen.
Bedeutende Betriebswirtschafts-Professoren wie Eugen Schmalenbach (1873–1955) und Heinrich Nicklisch (1876–1946) betonten die Gemeinwirtschaftlichkeit; die Mehrzahl der Autoren geht jedoch davon aus, dass das Leitbild der Gewinnmaximierung heute zur Struktur der meisten Modelle der Wirtschaftstheorie gehört. Erich Gutenberg (1897–1984)
schrieb, „Gewinnerzielung [stellt] den Primäreffekt betrieblicher Betätigung dar, die Leistungserstellung dagegen den Sekundäreffekt, insofern Leistungserstellung Mittel zum Zwecke maximaler Gewinnerzielung ist“.
Konrad Mellerowicz (1891–1984) gab zu bedenken, dass Gewinnmaximierung auf kurze Sicht „hohe Lohnforderungen, Verärgerung von Kunden, neue Konkurrenten und öffentliches Ärgernis hervorruft und Gegenkräfte auslöst, die die Rentabilität auf lange Sicht zerstören können“.